# Pirineus catalans

Mapa topogràfic de tots els Pirineus.

Els Pirineus catalans són una unitat de relleu de Catalunya. Corresponen aproximadament a la meitat oriental de la serralada dels Pirineus, i dins d'aquesta meitat principalment els vessants meridional i oriental i algun petit segment del vessant septentrional a la Val d'Aran, Solana d'Andorra i Capcir. Comprèn les comarques de la Ribagorça (Franja de Ponent), l'Alta Ribagorça, la Val d'Aran, el Pallars Jussà, el Pallars Sobirà, l'Alt Urgell, Andorra (estat independent), el Solsonès, el Berguedà, la Cerdanya, el Capcir, el Conflent, el Ripollès, el Vallespir, la Garrotxa, l'Alt Empordà i el Rosselló.

## Massissos i cims destacables
Dins del que es coneix com a Pirineus catalans, hi trobem dues grans regions morfològiques: el Prepirineu i el Pirineu axial. El Prepirineu s'estén, en gran part de la seva superfície, al sud del Pirineu axial, on trobem les serres del Cadí o del Montsec i només els massissos nordcatalans de Madres i les Corberes, són encarats al nord, ja fent frontera amb Occitània. El cim més alt és el Vulturó, a la serra del Cadí, amb 2.648,6 m d'alçada. Altres serres que destaquen apart de les ja esmentades són el Boumort (l'Alt Urgell i el Pallars Jussà), el Montsec (el Pallars Jussà, la Noguera), d'Ensija (el Berguedà), el Moixeró (la Cerdanya, el Berguedà), serra de Querol i port del Comte (el Solsonès), serra del Verd (el Solsonès, el Berguedà), el Montgrony (el Ripollès),, Busa, etc.
Per altra banda, el Pirineu axial és la part més central de la serralada pirinenca i és on hi trobem les alçades més destacables. Si parlem de Països Catalans, el cim més alt és l'Aneto (la Ribagorça) amb 3.404 m d'alçada, el del Principat de Catalunya és la Pica d'Estats (el Pallars Sobirà) amb 3.143,5 m d'alçada i el del Principat d'Andorra és el Pic Alt de Comapedrosa de 2.942 m d'alçada. Hi trobem grans massissos d'alta muntanya i que s'apropen o superen els 3.000 m d'alçada com per exemple el massís de la Maladeta (la Ribagorça), el massís de Montcalm (el Pallars Sobirà), Besiberri (l'Alta Ribagorça), la serra deth Malh de Bolard (era Val d'Aran), la serra des Tres Pessons (el Pallars Jussà), el Montardo (l'Alta Ribagorça i era Val d'Aran), el Catllar (el Ripollès), Enclar (l'Alt Urgell, Andorra), el massís del Canigó (el Conflent, el Vallespir), etc. Podeu consultar la llista de muntanyes de Catalunya per a més informació.

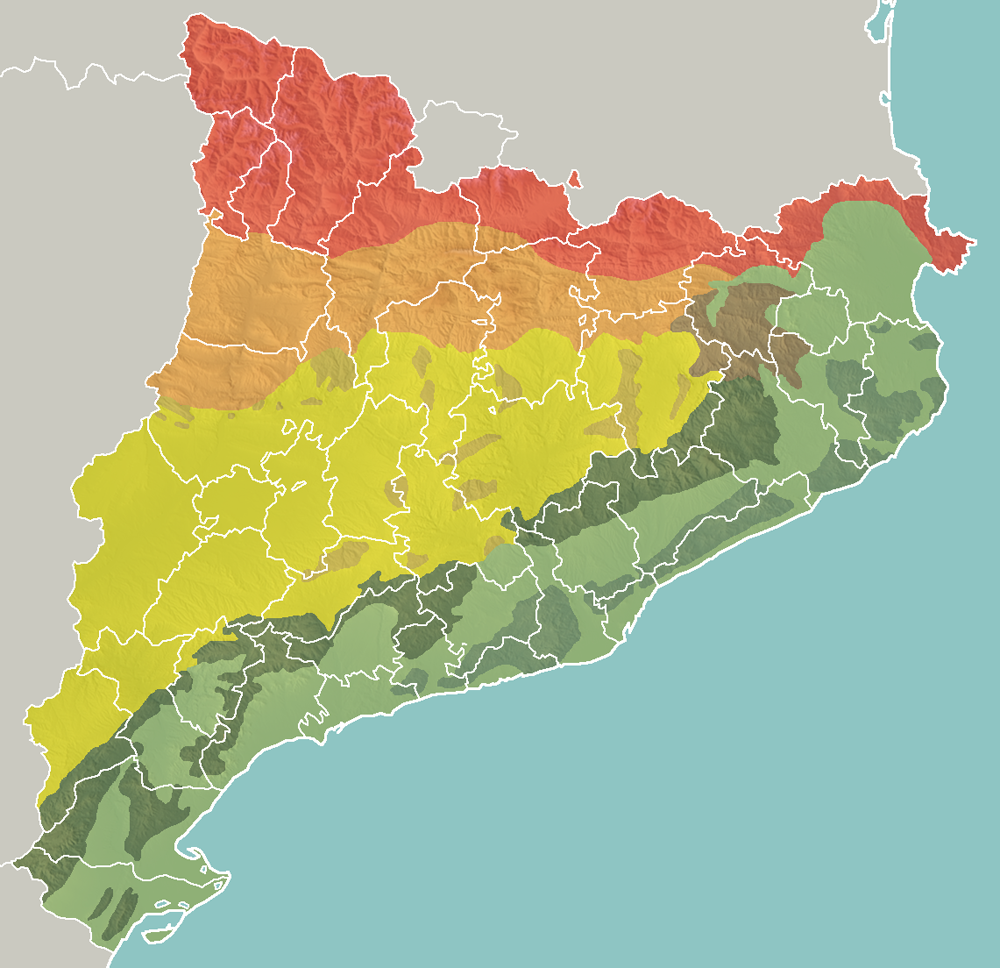
Mapa de les diverses unitats morfoestructurals de Catalunya, on es pot apreciar els Pirineus catalans del sud:

| Pirineus Prepirineus Depressió Central Petits contraforts de la Depressió Central | Serralada Transversal Serralada Prelitoral Serralada Litoral Depressió Litoral, Prelitoral i altres planes costaneres |

## Llacs
Als Pirineus catalans hi ha més de 400 estanys. El més gran de tots és el de Certascan al Pallars Sobirà amb més de 100 metres de fondària.

## Clima
La climatologia és predominantment de muntanya, amb característiques generals de rigor i valors extrems tot i que hi ha forces variacions de l'àmbit. Es pot distingir quatre zones: una clarament de clima alpí i subalpí, una de clima atlàntic, i dues de clima mediterrani de muntanya alta i de muntanya mitjana i baixa.
El clima alpí i subalpí es troba a les terres superior als 1.500 metres d'altitud amb trets com una pluviositat elevada, temperatura mitjana anual baixa, estius frescos i hiverns rigorosos. El clima atlàntic és el característic de la Vall d'Aran i és un clima plujós, fresc i de limitada amplitud tèrmica per això hi ha una persistent humitat i verdor de prats i boscos amb força fagedes.
Després hi ha una zona on els estius són calents i hiverns suaus amb una gran oscil·lació tèrmica anual, és a dir el clima mediterrani de muntanya o submediterrani. Hi ha una pluviositat més reduïda que a la resta de zones, un nombre de dies de pluja inferior i la presència d'alguns mesos secs, però que per l'altitud és més humit que el clima mediterrani i caracteritzat per estius encara força plujosos. I la zona de clima mediterrani de muntanya mitjana i baixa comprèn les valls més baixes, les conques del Pallars Jussà i els vessants del Montsec, caracteritzat per ser més sec que el mediterrani d'alta muntanya i menys plujós.

## Espais naturals protegits

Espais d'interès natural de l'Alt Pirineu i Aran.
Aigüestortes i Estany de Sant Maurici
Alt Pirineu (al nord)
Cadí-Moixeró (a l'est)

- Parc Nacional d'Aigüestortes i Estany de Sant Maurici
- Parc Nacional dels Pirineus
- Parc Natural de l'Alt Pirineu
- Parc Natural del Cadí-Moixeró
- Parc Natural del Cap de Creus
- Parc Natural dels Pirineus Catalans
- Parc Natural de la Zona Volcànica de la Garrotxa